# Émile Muselier
Émile Muselier, francoski admiral, * 17. april 1882, † 2. september 1965.
Admiral Muselier je najbolj znan kot poveljnik Svobodnih francoskih pomorskih sil (Forces navales françaises libres, oz. FNFL) med drugo svetovno vojno, kot tudi po uvedbi lorenskega križa kot prepoznavnega snaka FNFL, nato pa celotne Svobodne Francije. 

## Življenjepis
Po študiju na École navale je pričel s služenjem na Daljnem vzhodu, nato pa je bil nastanjen tudi na Jadranu, v Albaniji in večkrat v Franciji. 
Med prvo svetovno vojno se je boril tudi kot poveljnika čete marinskih fusilirjev na Yseru. Prvo pravo poveljstvo je dobil aprila 1918, ko je postal poveljnika avisa Scape; nato pa je postal poveljnik naslednjih ladij: rušilca Ouragan (1925), oklepne križarke FS Ernest Renan (1927), bojne ladje FS Voltaire (1930) in bojne ladje FS Bretagne (1931). Leta 1933 je bil povišan v kontraadmirala in bil imenovan za generalmajorja tunizijskega pristanišča Sidi-Abdalah. Tu je ostal do leta 1938, ko je postal poveljnik vojne mornarice in obrambnega sektorja mesta Marseille. V tem času je tudi sodeloval z vladami pod vodstvom Painlevéja in Clemenceauja ter bil med drugim tudi načelnik štaba pomorske delegacije v Nemčiji. 
10. oktobra 1939 ga je admiral Darlan povišan v viceadmirala, nato pa je 21. novembra istega leta preklical napredovanje zaradi obtožb proti Muselierju. Isto se mu je zgodilo pod de Gaullom, kateremu se je pridružil 30. junija 1940; takrat je bil obtožen s strani Britancev na podlagi lažnih dokumentov, zakar se mu je pozneje britanska vlada tudi opravičila. 
1. julija 1940 ga je de Gaulle imenovan za poveljnika Svobodnih francoskih pomorskih sil in začasno tudi za poveljnika Svobodnega francoskega vojnega letalstva; leta 1941 je njegov mandat potrdil tudi novoustanovljeni Nacionalni svet (Conseil national). Zaradi njegovega prestopa k de Gaullu ga je Vichyjska Francija v odsotnosti obsodila na smrt, mu odvzela vse premoženje in mu leta 1941 še odvzela francosko državljanstvo. 
Zaradi slabih odnosov s de Gaullom je junija 1943 postal začasni civilni in vojaški guverner Algiersa. Potem ko je bil načelnik pomorske delegacije pri vojaški delegaciji za nemške zadeve, se je leta 1946 upokojil iz vojaške službe. Neuspešno je poskušal biti izvoljen za poslanca, nato pa je do svoje upokojitve leta 1960 deloval kot svetovalni inženir.